# Pseudopilolabus
Pseudopilolabus es un género de coleóptero de la familia Attelabidae.

## Especies
Las especies de este género son:
- Pseudopilolabus chiriquensis
- Pseudopilolabus giraffa
- Pseudopilolabus purpureus
- Pseudopilolabus rugiceps
- Pseudopilolabus splendens
- Pseudopilolabus sumptuosus
- Pseudopilolabus viridanus